# Jennifer Cox
Jennifer Elise Cox (New York, 29 novembre 1969) è una regista e attrice statunitense.
È nota per la sua interpretazione di Jan Brady nel film parodia La famiglia Brady.

## Filmografia

### Attrice
- La famiglia Brady, regia di Betty Thomas (1995)
- CSI: NY - serie TV, 1 episodio (2006)
- Nip & Tuck - Serie TV, episodio 4x11 (2006)

## Doppiatrici italiane
Nelle versioni in italiano delle opere in cui ha recitato, Jennifer Cox è stata doppiata da:
- Rossella Acerbo in La famiglia Brady
- Giò Giò Rapattoni in CSI: NY
- Perla Liberatori in Zampa 2 - I cuccioli di Natale